# Credit Saison

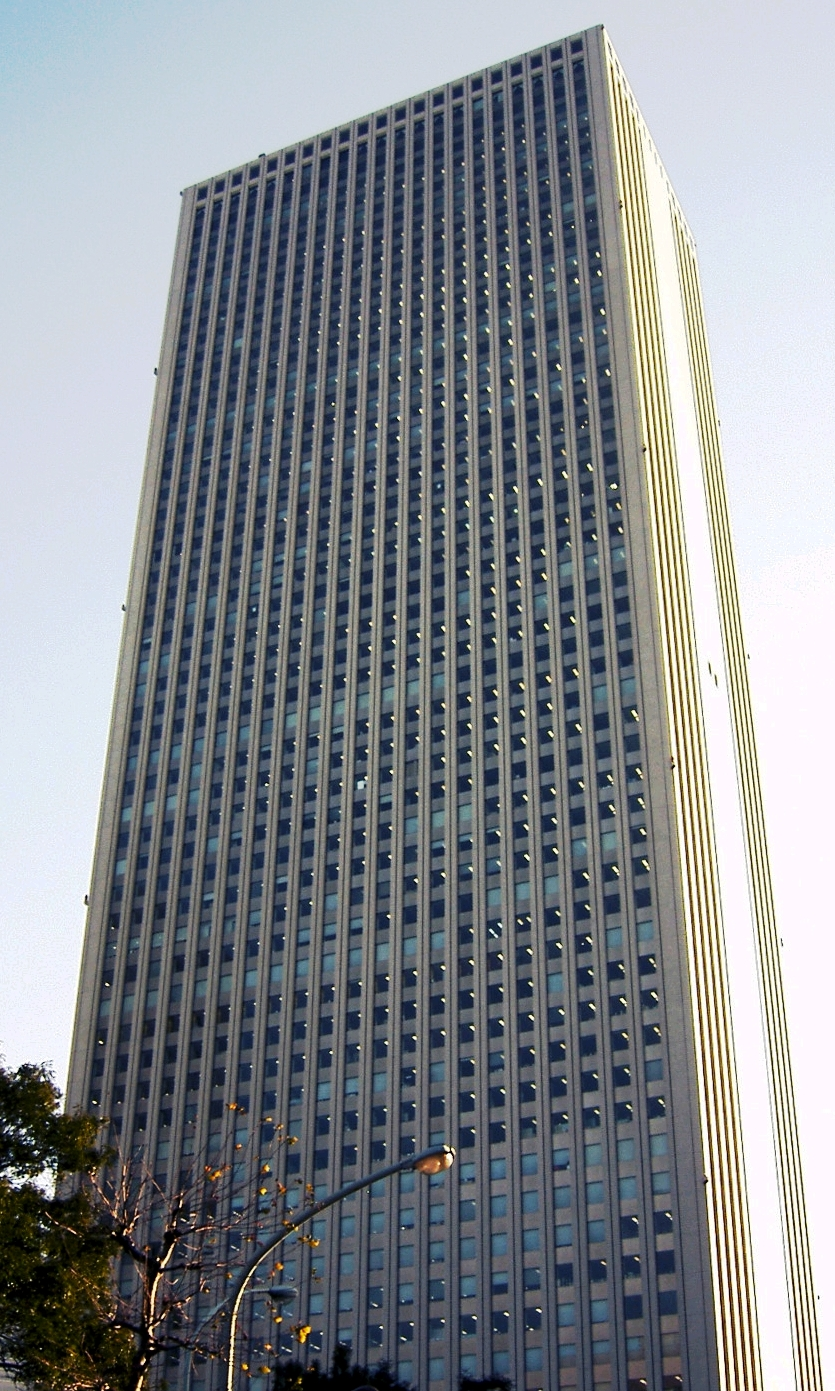
Sunshine 60 Ikebukuro Tokyo.

Credit Saison Co., Ltd. é uma companhia financeira japonesa, sediado em Tóquio.

## História
O Credit Saison foi estabelecida em 1946 como Midoriya por Torajiro Okamoto.